# Сафонов, Евгений Александрович
Евге́ний Алекса́ндрович Сафо́нов (род. 6 июля 1977, Ташкент) — узбекистанский и российский футболист, вратарь. Выступал за сборную Узбекистана.

## Карьера
Начинал карьеру в чемпионате Узбекистана. В 1996 году дебютировал в составе команды «Дустлик».
В 1999 году перешёл в «Самарканд», но надолго там не задержался и уехал в ярославский «Шинник». Дебютировал в первом дивизионе 1 ноября 2000 года, в предпоследнем, 39-м туре против петербургского «Локомотива» (1:0). В следующем году клуб занял первое место и вышел в Премьер-лигу. Сафонов провёл 11 матчей, пропустив 6 мячей. В 2003 году сыграл 14 матчей, пропустил 12 голов.
В 2004 году дебютировал в еврокубках. 3 июля в Кубке Интертото в матче против чешского клуба «Теплице» (2:1). В сезоне-2004 сыграл 14 матчей, пропустив 16 мячей. В 2005 провёл в чемпионате 27 игр, пропустил 27 мячей. В 2006 году провёл 7 матчей, пропустил 18 голов. В третьем туре в матче с «Томью» получил травму и выбыл до июля. Последний матч за «Шинник» сыграл 30 сентября против «Ростова» (1:6).
В 2007 году играл в первом дивизионе за «Урал», в 2008-м выступал во втором дивизионе за «Рязань». В 2008 году уехал в Казахстан, в клуб «Мегаспорт».

## Статистика
В статистике не учтены матчи и пропущенные голы в Кубке Премьер-лиги 3 (-2)
| Клуб                 | Сезон                | Чемпионат | Чемпионат | Кубок | Кубок | Еврокубки | Еврокубки | Итого | Итого |
| Клуб                 | Сезон                | Игры      | Голы      | Игры  | Голы  | Игры      | Голы      | Игры  | Голы  |
| -------------------- | -------------------- | --------- | --------- | ----- | ----- | --------- | --------- | ----- | ----- |
| Самарканд            | 1999                 | —         | —         | —     | —     | —         | —         | —     | —     |
| Всего за «Самарканд» | Всего за «Самарканд» | —         | —         | —     | —     | —         | —         | —     | —     |
| Шинник               | 2000                 | 1         | -0        | 0     | 0     | 0         | 0         | 1     | -0    |
| Шинник               | 2001                 | 1         | -0        | 0     | 0     | 0         | 0         | 1     | -0    |
| Шинник               | 2002                 | 11        | -6        | 1     | 0     | 0         | 0         | 11    | -6    |
| Шинник               | 2003                 | 14        | -12       | 1     | -1    | 0         | 0         | 15    | -13   |
| Шинник               | 2004                 | 14        | -16       | 1     | -0    | 1         | -1        | 16    | -17   |
| Шинник               | 2005                 | 27        | -27       | 3     | -2    | 0         | 0         | 30    | -29   |
| Шинник               | 2006                 | 7         | -18       | 2     | -3    | 0         | 0         | 9     | -21   |
| Всего за «Шинник»    | Всего за «Шинник»    | 75        | -79       | 7     | -6    | 1         | -1        | 83    | -86   |
| Урал                 | 2007                 | 8         | -9        | 0     | 0     | 0         | 0         | 8     | -9    |
| Всего за «Урал»      | Всего за «Урал»      | 8         | -9        | 0     | 0     | 0         | 0         | 8     | -9    |
| Рязань               | 2008                 | 19        | -20       | 0     | 0     | 0         | 0         | 19    | -20   |
| Всего за «Рязань»    | Всего за «Рязань»    | 19        | -20       | 0     | 0     | 0         | 0         | 19    | -20   |
| Всего за карьеру     | Всего за карьеру     | 102       | -108      | 7     | -6    | 1         | -1        | 110   | -115  |